# Харфорд (округ)
Округ Ха́рфорд (англ. Harford County) — округ в северной части штата Мэриленд. 
Административный центр округа (county seat) — город Бел-Эр. Округ Харфорд граничит с Пенсильванией на севере, округом Сисил на востоке, округом Балтимор на западе и Чесапикским заливом на юге. В 2000 году в округе проживало 218 590 человек. Округ назван в честь Генри Харфорда, сына Фредерика Калверта, 6-го барона Балтимор и губернатора Мэриленда.
Вдоль побережья Чесапикского залива в округе расположен Абердинский испытательный полигон армии США.